# Soest (Niederlande)
Soest  (anhörenⓘ) [sust] ist eine Gemeinde in der Provinz Utrecht. Die niederländische Stadt Soest hat eine Städtepartnerschaft mit Soest in Deutschland.
Zur Gemeinde gehört nicht nur der Hauptort Soest, sondern auch das Dorf Soesterberg und die im Wald gelegene Villensiedlung Soestduinen. Das Dorf Soestdijk gehört zum Teil zu Soest. Der Palast Soestdijk, wo die niederländische Königin Juliana mit ihrem Ehemann Bernhard zur Lippe-Biesterfeld lebte, liegt aber auf dem Gebiet der Nachbargemeinde Baarn.

## Lage
Soest liegt 20 Kilometer nordöstlich der Stadt Utrecht und sieben Kilometer westlich von Amersfoort. Diese Städte kann man von hier aus per Bahn oder per Auto erreichen. Soest liegt an der Grenze des sandigen Waldgebiets „Utrechtse Heuvelrug“ und der Polder des Flusses Eem (siehe Amersfoort).

## Geschichte
Soest entstand im Mittelalter als Bauerndorf um einen „eng“ (= Anger oder Allmende). Davon ist die um 1400 erbaute Dorfkirche noch erhalten geblieben. Die Lage machte es nach 1870 zu einem beliebten Wohnsitz für (anfangs nur wohlhabende) Pendler.

## Wirtschaft
In Soest befinden sich viele kleine Industrie- und Handelsbetriebe. Auch der Tourismus und die Landwirtschaft sind von einiger Bedeutung.
In Soest leben viele Pendler, die in Amsterdam, Utrecht oder Amersfoort arbeiten.
In Soesterberg befindet sich eine niederländische Militärbasis, die bis 2008 als Militärflugplatz Soesterberg genutzt wurde.

## Söhne und Töchter der Stadt
- Evert Grift (1922–2009), Radrennfahrer
- Ed van den Heuvel (* 1940), Astrophysiker
- Ina Isings (1919–2018), klassische Archäologin
- Peter Kooij (* 1954), Sänger
- Jack Wouterse (* 1957), Schauspieler
- Raimond Burgman (* 1964), Karambolagespieler und Weltmeister
- Janine Jansen (* 1978), Violinistin
- Daniël Stellwagen (* 1987), Schachmeister
- Wesly Dijs (* 1995), Eisschnellläufer